# Karditsa (stad)
Karditsa är en prefekturhuvudort i Grekland.   Den ligger i prefekturen Nomós Kardhítsas och regionen Thessalien, i den centrala delen av landet, 220 km nordväst om huvudstaden Aten. Karditsa ligger 114 meter över havet och antalet invånare är 32 789.
Terrängen runt Karditsa är platt.Runt Karditsa är det tätbefolkat, med 276 invånare per kvadratkilometer. Karditsa är det största samhället i trakten. Trakten runt Karditsa består till största delen av jordbruksmark.